# Michaił Fomiczow
Michaił Gieorgijewicz Fomiczow (ros. Михаил Георгиевич Фомичёв, ur. 25 września?/8 października 1911 we wsi Słoboda w obwodzie tulskim, zm. 18 listopada 1987 w Moskwie) – radziecki generał-lejtnant wojsk pancernych, dwukrotny Bohater Związku Radzieckiego (1944 i 1945).

## Życiorys
Urodził się w rodzinie chłopskiej. Do 1925 skończył 4 klasy, później pracował jako wyrobnik, pomocnik traktorzysty i traktorzysta w sowchozie, od grudnia 1933 służył w Armii Czerwonej. W 1937 ukończył szkołę wojsk pancernych w Orle i został dowódcą plutonu, od 1939 należał do WKP(b), w 1941 ukończył Wojskową Akademię Mechanizacji i Motoryzacji Armii Czerwonej im. Stalina, pracował w sztabie pułku czołgów w Kijowskim Specjalnym Okręgu Wojskowym w Równem.
Od czerwca 1941 walczył w wojnie z Niemcami, uczestniczył w walkach obronnych na Ukrainie, w sierpniu 1941 został zastępcą szefa sztabu 12 Brygady Pancernej na Froncie Południowo-Zachodnim, w maju 1942 został ciężko ranny w walce w rejonie Charkowa. Później został szefem sztabu brygady na Froncie Stalingradzkim, od grudnia 1942 do lipca 1943 pracował w Sztabie Generalnym Armii Czerwonej, od lipca do września 1943 był zastępcą dowódcy 244 Czelabińskiej Brygady Pancernej 30 Korpusu Pancernego 4 Armii Pancernej, a od września 1943 do lutego 1943 szefem sztabu 30 Korpusu Pancernego na 1 Froncie Ukraińskim. Od lutego 1944 do końca wojny dowodził brygadą pancerną (w stopniu pułkownika), z którą 27 lipca 1944 wziął udział w walkach o Lwów, 12 stycznia 1945 w walkach na przyczółku sandomierskim, a wiosną 1945 w operacji berlińskiej i praskiej, 27 czerwca 1945 otrzymał stopień generała-majora wojsk pancernych.
W czerwcu 1945 został zastępcą dowódcy, a w czerwcu 1946 dowódcą dywizji pancernej, w 1948 ukończył Wyższą Akademię Wojskową im. Woroszyłowa i został dowódcą dywizji zmechanizowanej, później szefem sztabu armii, 18 lutego 1958 został mianowany generałem lejtnantem wojsk pancernych, w lipcu 1972 zakończył służbę.

## Odznaczenia
- Złota Gwiazda Bohatera Związku Radzieckiego (23 września 1944 i 31 maja 1945)
- Order Lenina (23 września 1944)
- Order Czerwonego Sztandaru (dwukrotnie – 30 kwietnia 1945 i 22 lutego 1968)
- Order Suworowa II klasy (6 kwietnia 1945)
- Order Kutuzowa II klasy (29 maja 1944)
- Order Wojny Ojczyźnianej I klasy (11 marca 1985)
- Order Czerwonej Gwiazdy (trzykrotnie – 13 lutego 1942, 20 czerwca 1949 i 6 października 1981)
- Medal „Za zasługi bojowe” (3 listopada 1944)
- Medal „Za obronę Stalingradu”
- Medal „Za zdobycie Berlina”
- Medal „Za wyzwolenie Pragi”
- Order Krzyża Grunwaldu II klasy (Polska Ludowa)
- Medal Zwycięstwa i Wolności 1945 (Polska Ludowa)

I inne.